# Dissimilation (lingvistik)
Dissimilation är inom lingvistiken en ljudförändring där ett ljud blir mer olikt ett annat. Det är således motsatsen till assimilation. Ett exempel är spanskans árbol från latinets arbor ’träd’, där ordets andra /r/ har genomgått dissimilation och övergått till /l/ för att göra det mer olikt första stavelsens /r/. På samma sätt övergick latinets libellum (jämför engelskans level) till nivel i spanskan (jämför svenska nivå från franskans niveau), där ordet första /l/ har övergått i /n/ för att skilja det från andra stavelsens /l/.

## Typer av dissimilation
Liksom med assimilation kan man dela in dissimilation i åtminstone två typer, kontaktdissimilation och fjärrdissimilation. Vid kontaktassimilation dissimileras det ena av två direkt intilliggande ljud. Vid fjärrassimilation dissimileras det ena av två ljud som inte har direkt kontakt med varandra, utan står i olika stavelser, eller har andra ljud emellan sig.
Dissimilationer är ofta sporadiska som i ovanstående exempel från spanska, men kan även vara mer systematiska. Ett välkänt exempel på systematisk fjärrdissimilation är Grassmanns lag i grekiska och sanskrit, där en rot med två aspirerade klusiler genomgår dissimilation av den första klusilen som övergår i en oaspirerad klusil. Således övergick de icke-belagda formerna *bhabhūva på sanskrit och *phéphūka på grekiska till babhūva respektive péphūka. Ett annat exempel är en regel på berberspråket tachelhit som innebär att prefix med en labial konsonant avlabialiseras när de står intill en rot som också innehåller en labial konsonant såsom /b f m/.  Det reflexiva pronomenet m- följt av roten fara ’lösgöra, reda ut’ eller kaddab ’betrakta som lögnare’ producerar alltså nfara och nkaddab, alltså med n- i stället för m-. Om roten inte innehåller någon labial konsonant realiseras prefixet som m.

## Orsaker till dissimilation
Enligt John Ohala ligger orsakerna till dissimilation inte i talproduktion utan i talperception. Han menar att dissimilation går emot det vi anser vara naturliga ljudförändringar, i så måtto att man inte kan åberopa några principer inom talproduktion som kan förutspå en dissimilatorisk förändring. I stället menar han att dissimilation beror på hyperkorrektion hos lyssnaren.
På latin skedde en dissimilation av /kʷiŋkʷeː/ där första stavelsens labialiserade /kʷ/ delabialiserades och dissimilerades från andra stavelsens /kʷ/, och resulterade i /kiŋkʷeː/, vilket senare blev italienskans cinque och franskans cinq. Enligt Ohalas modell sprider sig läpprundningen från båda klusilerna genom koartikulation till vokalen emellan. Lyssnaren har därför svårt att avgöra vilket ljud läpprundningen kommer ifrån. Lyssnaren hyperkorrigerar därför och antar att läpprundningen beror på influens från labialiseringen i andra stavelsen, och tar inte hänsyn till labialiseringen i första.
Andra forskare menar i stället att orsaken till dissimilation ligger i motorisk planering (engelska motor planning). Denna förklaring grundar sig i liknande principer som tungvrickare, och menar att dissimilation i grunden alltså är felsägningar som beror på svårigheterna med att uttala ord innehållande upprepade ljud. Eftersom talare planerar i förväg vad de ska säga, undviker de repetition genom att utelämna ett av ljuden i en sekvens av identiska språkljud, och behåller det mera framträdande eller starkare ljudet.
Andrew Garrett menar att perceptuell hyperkorrektion inte kan förklara alla exempel på dissimilation. I chahardialekten av mongoliska förekommer till exempel dissimilation av en liknande typ som den som beskrivs i Grassmanns lag. I chaharmongoliska deaspireras klusiler före vokaler som följs av en annan aspirerad klusil eller ett [s]. Denna dissimilation skulle enligt hyperkorrektionsmodellen bero på att aspirationen sprider sig över vokalen, och att lyssnaren hänför all aspiration till den senare klusilen, och föreställer sig ordet utan aspiration på den första klusilen. I halhdialekten av mongoliska förekommer inte dissimilation, men den första klusilen har betydligt kortare stämtonslatens (VOT) i de kontexter där chaharmongoliska uppvisar dissimilation, än i de kontexter där den första klusilen följs av en aspirerad klusil. Andrew Garrett menar därför att halhmongoliska representerar ett mellanläge eller ett förstadium till full dissimilation. Eftersom aspirationen fortfarande finns kvar på båda klusilerna menar Garrett att detta inte kan förklaras som perceptuell hyperkorrektion, eftersom denna modell kräver att det dissimilatoriska draget försvinner helt och hållet.